# Vanadato de bismuto
El vanadato de bismuto es un compuesto inorgánico de fórmula BiVO4. Es un sólido de color amarillo brillante. Está muy estudiado como fotocatalizador de luz visible con una estrecha banda prohibida inferior a 2,4 eV. Es un representante de los "pigmentos inorgánicos coloreados complejos" o CICP ( por sus siglas en inglés). Más concretamente, el vanadato de bismuto es un óxido de metal mixto. El vanadato de bismuto también se conoce en el Colour Index International como C.I. Pigment Yellow 184 (pigmento amarillo C.I. 184). Se encuentra de forma natural en los minerales raros pucherita, clinobisvanita y dreyerita.

## Historia y usos
El vanadato de bismuto es un polvo amarillo brillante que puede tener un ligero tinte verde. Cuando se utiliza como pigmento tiene un alto croma y un excelente poder cubriente. En la naturaleza, el vanadato de bismuto puede encontrarse en los minerales pucherita, clinobisvanita y dreyerita, dependiendo del polimorfo concreto que se forme. Su síntesis se registró por primera vez en una patente farmacéutica en 1924 y comenzó a utilizarse fácilmente como pigmento a mediados de la década de 1980. Hoy en día se fabrica en todo el mundo para su uso como pigmento.

## Propiedades
La mayoría de los pigmentos comerciales de vanadato de bismuto se basan en estructuras monoclínicas (clinobisvanita) y tetragonales (dreyerita), aunque en el pasado se han utilizado dos sistemas de fases que implican una relación 4:3 entre el vanadato de bismuto y el molibdato de bismuto (Bi2MoO6). 

## Como fotocatalizador
El BiVO4 ha recibido mucha atención como fotocatalizador para la descomposición de agua y para la remediación. En la fase monoclínica, el BiVO4 es un semiconductor fotoactivo de tipo n con un bandgap de 2,4 eV, que se ha investigado para la descomposición del agua tras doparlo con W y Mo. Los fotoánodos de BiVO4 han demostrado eficiencias récord de conversión de energía solar en hidrógeno (STH) del 5,2% en el caso de las láminas planas y del 8,2% en el de los nanorods con núcleo de WO3@BiVO4 (la más alta para un fotoelectrodo de óxido metálico), con la ventaja de ser un material muy sencillo y barato.

## Producción
Mientras que la mayoría de los CICP se forman exclusivamente mediante calcinación a alta temperatura, el vanadato de bismuto puede formarse a partir de una serie de reacciones de precipitación con pH controlado. Estas reacciones pueden llevarse a cabo con o sin la presencia de molibdeno en función de la fase final deseada. También es posible partir de los óxidos parentales (Bi2O3 y V2O5) y realizar una calcinación a alta temperatura para obtener un producto puro.